# ГЕС Тініцонг
ГЕС Тініцонг — гідроелектростанція на сході Швейцарії. Становить верхній ступінь у гідровузлі Міттельбюнден, розташованому в долині річки Юлія (ліва притока Альбули, яка в свою чергу впадає у Хінтеррайн), що розділяє гірські хребти Альбульські Алпи на сході та Оберхальбштайн на заході.
Основне водосховище гідровузла Marmorera споруджене на Юлії за допомогою земляної греблі висотою 91 метр та довжиною 400 метрів, на спорудження якої пішло 2,7 млн м3 матеріалу. В результаті утворилось сховище із об'ємом 60 млн м3, яке, окрім прямого стоку, поповнюється за рахунок деривації із правих приток Юлії (Flixbach та інші), що впадають у неї нижче від греблі.
Від Marmorera до машинного залу через гірський масив лівобережжя Юлії веде головний дериваційний тунель довжиною 9,2 км, який забезпечує напір у 480 метрів. На своєму шляху він приймає додатковий ресурс із річок Ava da Faller та Ava da Nandro (ліві притоки Юлії).
Машинний зал станції обладнано трьома турбінами типу Пелтон, дві із яких мають потужність по 26 МВт, а ще одна 17 МВт. Відпрацьована вода спрямовується на нижній ступінь гідровузла ГЕС Tiefencastel Ost.